# 朴尚鎮

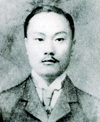
朴尚鎮

朴 尚鎮（朝鮮語: 박상진、朴尙鎭 :パク・サンジン、ぼく・しょうちん、1884年12月6日 - 1921年8月13日）は韓国の独立活動家。雅名は固軒、本貫は密陽朴氏。

## 生涯
慶尚南道の蔚山（現在の蔚山広域市）の儒者一家に生まれた。嶺南の名望ある儒者で義兵運動を起こして死刑となった許蔿の門下で修学し、1910年に養正義塾を卒業して、新学問も身に着けた。
卒業後判事試験に合格したが判事任用を断り、1911年に満州の亡命者に会いに行った。満洲には許蔿の兄許蒹や李相龍・金東三・孫逸民・金大洛などが亡命しており、彼らは皆嶺南の儒者出身で海外独立運動基地設立のために満洲に渡った人物であった。
帰国後には海外の独立運動資金を支援して丹東市の三達洋行と長春市の尚元洋行、吉林を連絡拠点として活用するために大邱に尚徳泰商会を設立し、1915年には秘密結社朝鮮国権恢復団を組織した。朝鮮国権恢復団は蔡基中などが結成した旧義兵活動家中心の蜂起光復団と連合して光復会を組織し、朴尚鎮は光復会の銃士領を引き受けた。
光復会の綱領は富豪から軍資金を反強制的に寄付させて独立運動資金として使い、満洲で武装独立運動のための学校を建設、運営して、海外で武器を購入して日本人高官や韓国人親日人物を随時に処断するというなどの内容を記している。
独立運動資金を集め、非協力的な漆谷郡の張承遠などの富豪を親日派として殺害し、1918年逮捕されて死刑宣告を受けた。満洲にいた金佐鎮は朴尚鎮脱獄計画を立てたが、実行には移されなかった。弁護士選任などを拒否して大邱刑務所で処刑された。

### 死後
1962年に建国勲章独立章が追贈された。

### 家族
- 父 : 朴時奎
- 伯父 : 朴時龍
- 舅 : 崔鉉教
- 妻 : 崔永伯
- 一人息子 : 朴敬重
  - 孫 : 박위동
    - 曽孫 : 박대훈
      - 玄孫 : 박성환(1985)

    - 曽孫 : 박정훈(1951)
    - 曽孫 : 박중훈(1956)
    - 曽孫 : 박필훈(1959)

## その他
慶州崔氏12代目である崔浚の妻の従兄弟であった。また彼自身が殺害した張承遠とは母方、妻の実家の両方の遠い姻戚にあたり、両家は漆谷郡の陽川許氏と親戚関係にあった。

## 参考サイト
- 大韓民国国家報勲処, 이 달의 독립 운동가 상세자료 - 박상진
- . ISBN 978-89-7696-224-9
- 《영남일보》(2004.12.7) 역사속의 영남사람들 - 48. 박상진
- 울산문화원, 향토사 자료 - 박상진 의사 생가
- <판사직 내던지고 독립투사 변신 박상진 의사>
- 역사스페셜（） 33회 잊혀진 영웅! 광복회 총사령 박상진 KBS 2010년 4월 10일 방송